# Wood River (Illinois)
Wood River – miasto w Stanach Zjednoczonych, w stanie Illinois, w hrabstwie Madison.